# Metropolitano de Newcastle
O Metro de Newcastle ou Metro de Tyne and Wear (em inglês, Tyne and Wear Metro) é o sistema de VLT que serve a cidade de Newcastle upon Tyne, os boroughs metropolitanos de Gateshead, North Tyneside e South Tyneside, bem como a cidade de Sunderland (juntos formando o condado metropolitano de Tyne and Wear). A rede foi inaugurada em etapas a partir de agosto de 1980, e agora atende a um total de 60 estações, com duas linhas que cobrem 48,2 milhas (77,6 km) de vias. O metrô pode ser acessado a partir de uma mistura de estações subterrâneas com outras acima do solo, tendo sido descrito como o "primeiro sistema ferroviário leve moderno no Reino Unido". Atualmente é administrado e operado pela Tyne and Wear Passenger Transport Executive (com a marca Nexus). Portanto, está totalmente sob propriedade e operação públicas.
Em 2018–19, estima-se que cerca de 36.4  milhões de passageiros viajaram por meio do Tyne and Wear Metro, tornando-o a terceira rede de trens leves mais usada no Reino Unido, depois da Docklands Light Railway, de Londres (121,8  milhões de viagens) e da Manchester Metrolink (43,7  milhões de viagens).
A rede inicial do Tyne and Wear Metro foi inaugurada entre agosto de 1980 e março de 1984, principalmente usando antigas linhas ferroviárias convertidas ligadas à nova infraestrutura de túneis. Outras extensões da rede original foram abertas em novembro de 1991 (de Bank Foot para Newcastle Airport)  e março de 2002 (de Pelaw para Sunderland e South Hylton).

## História

### Anteriormente
O sistema atual usa muitas infraestruturas ferroviárias antigas, construídas principalmente entre 1834 e 1882, sendo uma das partes mais antigas a Newcastle and North Shields Railway, inaugurada em 1839. Em 1904, em resposta à competição dos bondes que estavam levando passageiros, a North Eastern Railway começou a eletrificar partes de sua rede ferroviária local ao norte do rio Tyne com um sistema de terceiro trilho de 600V CC, formando uma das primeiras redes de transporte elétricas suburbanas, conhecida como Tyneside Electrics. Em 1938, a linha ao sul do rio Tyne, entre Newcastle e South Shields, também foi eletrificada.
Sob controle da British Rail na década de 1960, foi tomada a decisão de deseletrificar a rede da Tyneside Electrics e convertê-la para operação a diesel, devido à queda no número de passageiros e ao custo de renovação da infraestrutura elétrica e do material circulante em fim de vida. A linha de Newcastle para South Shields foi, então, desenergizada em 1963, seguida pelas rotas de North Tyneside, em 1967. Essa decisão foi amplamente vista como um retrocesso, pois os trens a diesel eram mais lentos que os elétricos aos quais eles substituíram.

### Planejamento e Construção
No início da década de 1970, o precário sistema de transporte local foi identificado como um dos principais fatores de contenção da economia da região e, em 1971, um estudo foi encomendado pela recém-criada Tyneside Passenger Transport Authority (agora conhecida como Nexus) sobre como o sistema poderia ser melhorado.
Este estudo recomendou reviver a antiga rede Tyneside Electrics, muito degradada, convertendo-a em um sistema de trânsito rápido eletrificado, que incluiria uma nova seção subterrânea para melhor servir as áreas centrais movimentadas de Newcastle e Gateshead, uma vez que se considerou que a rede ferroviária existente não atendia adequadamente a essas áreas. Este novo sistema foi concebido para ser o núcleo de uma nova rede de transporte integrada, com ônibus atuando como alimentadores para intercâmbios de transporte construídos especificamente. Os planos constituíram o Tyneside Metropolitan Railway Bill, que foi aprovado pelo Parlamento Britânico em julho de 1973. Cerca de 70% do financiamento para o projeto veio de uma subvenção do governo central, sendo o restante proveniente de fontes locais.
Três linhas ferroviárias, totalizando 26 milhas (42 km) deveriam ser convertidas em linhas de metrô como parte do sistema inicial - sendo elas o North Tyneside Loop e o ramal de Newcastle para South Shields (ambos anteriormente parte da rede Tyneside Electrics), e um pequeno trecho da Ponteland Railway, apenas para cargas, entre as estações South Gosforth e Bank Foot, que não via nenhum tráfego de passageiros desde 1929.
As linhas convertidas deveriam ser conectadas por cerca de 6 milhas (9,7 km) de nova infraestrutura, que foi construída tanto para separar o metrô da rede ferroviária existente quanto para criar as novas rotas subterrâneas sob Newcastle e Gateshead. Cerca de 4 milhas (6,4 km) da nova infraestrutura estava em túneis, enquanto o restante estava no nível do solo ou elevado. As seções elevadas incluíam a nova Ponte Rainha Elizabeth II, com 350 metres (1.150 ft), que transporta o metrô através do Rio Tyne, e o Viaduto Byker, de 815 metres (2.674 ft), através do vale do rio Ouseburn, entre as estações Byker e Manors.
Os trabalhos de construção iniciaram-se em Outubro de 1974, com a construção da nova infraestrutura, reelectrificação das vias com equipamentos aéreos, requalificação ou relocalização das estações existentes e construção de várias novas estações, algumas das quais subterrâneas. Em 1984, o custo final do projeto foi de £265 milhões (£871 milhões em valores atualizados para 2022). O Tyne and Wear Metro foi a primeira ferrovia no Reino Unido a operar usando o sistema métrico, com todas as velocidades e distâncias indicadas apenas em unidades métricas. Foi também o primeiro sistema de transporte no Reino Unido a ser concebido para ser totalmente acessível para passageiros com deficiência, com acesso sem degraus disponível em todas as estações da rede.
Construção do Tyne and Wear Metro
- O poço da escada rolante da Estação Haymarket, em construção no final de 1970.
- A Ponte Rainha Elizabeth II sobre o rio Tyne, em sua fase de conclusão em 1978.
- A estação de metrô em Tyne Dock, em construção no início dos anos 80.

### Inauguração
Originalmente, o Tyne and Wear Metro foi planejado para ser aberto em etapas entre 1979 e 1981. As primeiras etapas da rede original (entre as estações Haymarket e Tynemouth) foram inauguradas em agosto de 1980, com a parte final (entre Heworth e South Shields) tendo sua inauguração em março de 1984. Extensões para Newcastle Airport e Sunderland foram abertas ao público em 1991 e 2002, respectivamente. As datas de abertura dos serviços e estações são as seguintes:
- 11 de Agosto de 1980: Haymarket para Tynemouth via Benton
- 10 de Maio de 1981: South Gosforth para Bank Foot
- 15 de Novembro de 1981: Heworth Interchange para Haymarket
- 14 de Novembro de 1982: St. James para Tynemouth via Wallsend
- 24 de Março de 1984: Heworth Interchange  para South Shields
- 15 de Setembro de 1985: Kingston Park
- 16 de Setembro de 1985: Pelaw
- 19 de Março de 1986: Palmersville
- 17 de Novembro de 1991: Bank Foot para Newcastle Airport
- 31 de Março de 2002: Pelaw para South Hylton
- 28 de Abril de 2002: Park Lane Interchange
- 11 de Dezembro de 2005: Northumberland Park
- 17 de Março de 2008: Simonside

### Integração
Quando o Tyne and Wear Metro foi inaugurado, pretendia-se que fizesse parte de um sistema de transporte público integrado, com a rede de ônibus local reconfigurada para atuar como serviços "alimentadores" para ele. O Metrô foi projetado para cobrir as viagens troncais, enquanto os ônibus foram redesenhados para viagens locais mais curtas, trazendo passageiros de e para as estações, usando bilhetes unificados e com seus horários integrados ao horário do Metrô. Vários intercâmbios de transporte (em inglês, "Interchanges") foram construídos para esse fim, como Four Lane Ends Interchange, Heworth Interchange e Regent Centre Interchange. A integração durou até a desregulamentação dos serviços de ônibus, em 1986. No entanto, ainda é possível comprar bilhetes para combinar uma viagem feita usando vários modos de transporte em Tyne and Wear.

## Expansão e Crescimento

### Extensão para o Aeroporto
Em Novembro de 1991, o Metrô foi estendido para atender a demanda dos passageiros que utilizam o Aeroporto Internacional de Newcastle, ao custo de £12 milhões. A nova seção da via, cobrindo uma distância de cerca de 2,2 milhas (3,5 km), foi construída ao longo do alinhamento da antiga Ponteland Railway, com a abertura das novas estações de Callerton Parkway e Newcastle Airport.

### Extensão para Wearside
Extensões também foram efetuadas em direção a Wearside, a conurbação centrada na área urbana contínua de Sunderland próxima ao rio Wear. Em Março de 2002, uma  extensão de £100 milhões, cobrindo 11,5 milhas (18,5 km), foi aberta de Pelaw a Sunderland e South Hylton. A extensão utilizou parte da Durham Coast Line, com a linha sendo adaptada para permitir um serviço compartilhado entre o metrô e os serviços ferroviários, tornando-se o primeiro sistema no Reino Unido a implementar o chamado Modelo de Karlsruhe, conceito de transporte urbano que consiste em Bondes/VLT's e Trem Suburbanos circulando no mesmo conjunto de trilhos. Entre Pelaw e Sunderland, estações intermediárias foram reconstruídas em Brockley Whins, East Boldon e Seaburn, com mais três sendo erguidas especificamente para a rede, em Fellgate, Stadium of Light e St. Peter's. Entre Sunderland e South Hylton, cerca de 3 milhas (4,8 km) da antiga linha Penshaw-Sunderland, fechada para o tráfego de passageiros em maio de 1964, foi usada como alinhamento da rota, com cinco estações construídas especificamente para a rede: Park Lane, University (servindo a Universidade de Sunderland), Millfield, Pallion e South Hylton.

## Atualizações e desenvolvimento

### Projeto Orpheus
Em 2002, a Nexus revelou um ambicioso plano de 15 anos para o transporte em Tyne and Wear, chamado "Project Orpheus". Avaliado em £1,5 bilhão, visava estender a rede de metrô existente, incluindo links para o subúrbio de Doxford Park,  as cidades de Cramlington, Killingworth, Seaham e Washington, bem como para o Team Valley e o Metrocentre, dois dos mais importantes centros de compras da região. Além disso, os planos previam a introdução de bondes de rua, ônibus fluviais, que navegariam pelo rio Tyne, e teleféricos, ligando 29 corredores chave. No entanto, o projeto foi abandonado, com seus planos sendo retrabalhados e redesenvolvidos no programa "Metro: All Change".

### Metro: All Change

#### Fase 1
A primeira fase do programa "Metro: All Change" viu o início de um projeto de £25 milhões para instalar novas máquinas de bilhetes em todas as 60 estações da rede. Ao contrário das antigas, que só aceitavam pagamento com moedas, as novas máquinas são capazes de aceitar pagamentos com cartão de crédito e débito (com um upgrade para aceitar também pagamento sem contato a partir de 2013),, além de cédulas e moedas. Também foram introduzidos validadores de cartões inteligentes em todas as estações, além de barreiras automatizadas de bilhetes em 13 delas, como parte da primeira fase do programa.
A primeira fase do programa também viu a conclusão de uma nova estação em Simonside, em março de 2008, bem como a reforma e modernização da Estação Haymarket, em 2009. Uma atualização das plataformas da Estação Sunderland e a reforma e a modernização de várias outras estações também foi realizada nesta fase, incluindo a substituição de Elevadores e escadas rolantes em vários locais, entre 2009 e 2016. A Fase 1 também envolveu a revisão da infraestrutura da rede, incluindo comunicações, linhas de transmissão, estruturas e aterros.

#### Fase 2
A fase 2 do programa All Change viu a  reforma, ao custo de £20 milhões, de 86 veículos Metrocars (originalmente, todos os 90 Metrocars deveriam ser reformados). Cada um deles foi reduzido à sua estrutura e reconstruído, com a adição de acesso melhorado para deficientes, novos sistemas de controle de portas e interiores, assentos e iluminação renovados. Uma nova pintura amarelo cadmio e preta também foi adotada. Os trabalhos tiveram início em junho de 2010, pela multinacional Wabtec, sendo concluído cinco meses antes do previsto, em agosto de 2015.
A segunda fase do programa também contemplou a modernização de mais 45 estações, incluindo a reconstrução da Estação North Shields, que foi concluída em setembro de 2012, bem como a instalação de um novo sistema de comunicações, e a revisão e manutenção de estruturas como pontes, túneis, trilhos e linhas aéreas de energia.

#### Fase 3
A terceira fase começou em 2019, com a aquisição de uma nova frota de 46 (originalmente 42) unidades, projetada pela fabricante suíça Stadler. A entrega do novo material rodante começará em 2022, com todas as unidades sendo introduzidas no serviço de passageiros até 2024, em substituição a atual frota de Metrocars. Ele também verá a introdução de um novo sistema de sinalização, revisão e manutenção de estruturas, linhas aéreas e outras melhorias nas estações.

### Centro de Treinamento de Manutenção e Renovações
Em julho de 2018, a Nexus anunciou o início dos trabalhos para construir o novo Centro de Treinamento de Manutenção e Renovação (Maintenance and Renewals Skills Centre), em South Shields. A construção começou em agosto de 2018, com inauguração em novembro de 2020. O  projeto de £8,4 milhões viu a construção de um centro de treinamento de três andares, com salas de aula, sala de controle simulada, simulador de treinamento de motoristas, trilhos e poços de inspeção cobertos, e uma estação de Metrô simulada, além de um trecho de 70 m (230 pés) de via dupla, a ser utilizado para treinamento de infraestrutura, incluindo vias, pontos, sinalização e linha aérea. O local também é usado para estabilizar e manter um pequeno número de veículos.

### Metro Flow
Em março de 2020, o Governo anunciou um projeto de £103 milhões, conhecido como Metro Flow, para o Orçamento daquele ano. O projeto visa aumentar a frequência de 5 para 6 trens/hora, reduzir os tempos de viagem e melhorar a confiabilidade do serviço. A partir de setembro de 2022, o planejamento verá três seções de linha única entre Pelaw e Bede convertidas para uso duplo, com uma linha somente para transporte de carga eletrificada e redesenhada para operar usando um sistema semelhante à linha compartilhada entre Pelaw e Sunderland. Como parte do projeto, quatro unidades Stadler adicionais foram financiadas, elevando o número total de unidades encomendadas de 42 para 46.

## Serviço e Frequência
A rede Tyne and Wear Metro consiste de duas linhas:
- Green Line : South Hylton até Newcastle Airport
- Yellow Line : South Shields até St. James via Whitley Bay

Os serviços começam entre as 5h e 6h (entre 6h e 7h aos domingos), com trens frequentes até à meia-noite. Cada linha funciona a cada 12 minutos durante o dia (de segunda a sábado), e até a cada 15 minutos durante a noite e aos domingos. Isso permite uma frequência combinada de até a cada seis minutos (de segunda a sábado), e até a cada sete a oito minutos durante a noite e aos domingos, entre Pelaw e South Gosforth. Trens adicionais circulam durante os horários de pico da manhã e da noite (de segunda a sexta-feira) entre Pelaw e Regent Center ou Monkseaton. Isso fornece um metrô a cada três minutos entre Pelaw e South Gosforth, nos horários de pico. Originalmente, havia também uma Linha Vermelha a partir de Heworth (mais tarde, a partir de Pelaw) até Benton, e uma Linha Azul entre St James e North Shields. Trens adicionais circulavam nessas linhas durante os horários de pico para aumentar a frequência nas estações mais movimentadas.

Mapa geograficamente preciso do Tyne and Wear Metro (Green Line e Yellow Line)

|  |  |  |

| Zona C |
| Zona B |

|  |  |  |

|  |  |  |

|  |  |  |

|  |  |  |

|  |  |  |

|  |  |  |

|  |  |  |  |  |

| Zona B |
| Zona A |

|  |  |

|  |  |  |  |

|  |  |  |  |

|  |  |  |  |

|  |  |  |  |

|  |  |  |  |

| via North Shields |
| St James          |

|  |  |  |  |

|  |  |  |

|  |  |  |  |

|  |  |  |  |

| Zona A |
| Zona B |

|  |  |  |  |

|  |  |  |  |

|  |  |

|  |  |  |  |  |

|  |  |  |

|  |  |  |

|  |  |  |

| Zona B |
| Zona C |

|  |  |  |

|  |  |  |

|  |  |  |

|  |  |  |

|  |  |  |

|  |  |  |

|  |  |  |

|  |  |  |

|  |  |  |

|  |  |  |

|  |  |

|  |

|  |

|  |

|  |

|  |

|  |

|  |

|  |  |  |

| Zona C |
| Zona B |

|  |  |  |

|  |  |  |

|  |  |  |

|  |  |  |

|  |  |  |

|  |  |  |

|  |  |  |  |  |

| Zona B |
| Zona A |

|  |  |

|  |  |  |  |

|  |  |  |  |

|  |  |  |  |

|  |  |  |  |

|  |  |  |  |

| via North Shields |
| St James          |

|  |  |  |  |

|  |  |  |

|  |  |  |  |

|  |  |  |  |

| Zona A |
| Zona B |

|  |  |  |  |

|  |  |  |  |

|  |  |

|  |  |  |  |  |

|  |  |  |

|  |  |  |

|  |  |  |

| Zona B |
| Zona C |

|  |  |  |

|  |  |  |

|  |  |  |

|  |  |  |

|  |  |  |

|  |  |  |

|  |  |  |

|  |  |  |

|  |  |  |

|  |  |  |

|  |  |

|  |

|  |

|  |

|  |

|  |

|  |

|  |

|  |  |  |  |  |  |  |

|  |  |  |  |  |  |

| Zona C |
| Zona B |

|  |  |  |  |  |  |

|  |  |  |  |  |  |

|  |  |  |  |

|  |  |  |  |

| Zona C |
| Zona B |

|  |  |  |  |

|  |  |  |  |

|  |  |  |  |

| Zona B |
| Zona A |

|  |  |  |  |  |  |  |

|  |  |  |  |  |

| Zona B |
| Zona A |

|  |  |  |  |  |

|  |  |  |  |  |

|  |  |  |  |  |

|  |  |  |  |  |

|  |  |  |  |  |  |  |

|  |  |  |  |  |  |

|  |  |  |

|  |  |  |

| Zona A |
| Zona B |

|  |  |  |

|  |  |  |

|  |  |  |  |  |

|  |  |  |  |

|  |  |

|  |  |

| Zona B |
| Zona C |

|  |  |

|  |  |

|  |  |

|  |  |

|  |  |

|  |  |

|  |

|  |

|  |

|  |

|  |

|  |

|  |

|  |

|  |  |  |  |  |  |  |

|  |  |  |  |  |  |

| Zona C |
| Zona B |

|  |  |  |  |  |  |

|  |  |  |  |  |  |

|  |  |  |  |

|  |  |  |  |

| Zona C |
| Zona B |

|  |  |  |  |

|  |  |  |  |

|  |  |  |  |

| Zona B |
| Zona A |

|  |  |  |  |  |  |  |

|  |  |  |  |  |

| Zona B |
| Zona A |

|  |  |  |  |  |

|  |  |  |  |  |

|  |  |  |  |  |

|  |  |  |  |  |

|  |  |  |  |  |  |  |

|  |  |  |  |  |  |

|  |  |  |

|  |  |  |

| Zona A |
| Zona B |

|  |  |  |

|  |  |  |

|  |  |  |  |  |

|  |  |  |  |

|  |  |

|  |  |

| Zona B |
| Zona C |

|  |  |

|  |  |

|  |  |

|  |  |

|  |  |

|  |  |

|  |

|  |

|  |

|  |

|  |

|  |

|  |

|  |

## Frota e Operações

### Centro de Controle
O Metro Control Center está sediado em Gosforth, em um prédio ao lado da Estação South Gosforth. É responsável pela operação de sinalização e fornecimento elétrico da rede, além de ser utilizado para comunicação com maquinistas e demais funcionários por meio de equipamentos de rádio bidirecional. O equipamento original do Centro de Controle foi substituído em 2007, por um novo sistema de controle de sinalização computadorizado instalado em agosto de 2018, a um custo de £12 milhões.

### Depósitos
O Tyne and Wear Metro é atualmente operado a partir de um único depósito, também baseado em Gosforth, inaugurado em 1923 pela London and North Eastern Railway. Este local foi usado para abrigar o antigo estoque da Tyneside Electrics, tendo sido herdado pelo Metrô antes da abertura do sistema, em agosto de 1980. O depósito está localizado no centro da bifurcação triangular entre o ramal da Estação Newcastle Airport e a perna norte do North Tyneside Loop. Está situado entre as estações de Longbenton, South Gosforth e Regent Center; é utilizado para estabilização, limpeza, manutenção e reparação da frota, podendo ser acessado por trens de leste ou oeste.
Antes da chegada do novo material circulante no final de 2021, um novo depósito foi construído perto de Howdon, em North Tyneside, com inauguração em agosto de 2020. O local é usado como uma garagem temporária e instalação de manutenção para até 10 Metrocars, enquanto o atual depósito de South Gosforth está sendo reconfigurado. Uma outra instalação de garagem e manutenção de veículos também está programada para ser aberta em South Tyneside, como parte do Maintenance and Renewals Skills Centre de South Shields .

### Frota atual
Desde que o Tyne and Wear Metro foi inaugurado em 1980, ele opera com o mesmo material circulante. A frota é composta por um total de 89 Metrocars (anteriormente 90, até março de 2017), que são numeradas de 4001 a 4090. Quando em serviço, os Metrocars são normalmente acoplados em pares e atingem uma velocidade máxima de 80 kilometres per hour (50 mph). As primeiras unidades a serem construídas foram dois protótipos, numerados 4001 e 4002, que foram entregues para testes em 1975. Seguiram-se 88 unidades de produção, construídas entre 1978 e 1981. O projeto do Metrocar foi baseado no Stadtbahnwagen B, um veículo ferroviário leve alemão desenvolvido no início da década de 1970. As unidades foram construídas pela Metro-Cammell, em Washwood Heath.
A frota foi remodelada várias vezes e várias pinturas foram usadas. A original usada na abertura era amarelo cádmio e branco, de acordo com as cores usadas, à época, pela Tyne and Wear Passenger Transport Executive. Entre 1995 e 2000 ocorreu uma remodelação de meia-vida da frota, realizada internamente; foi adotada uma nova pintura composta por carrocerias vermelhas, verdes ou azuis, com extremidades dianteiras e traseiras amarelas, e triângulos contendo o logotipo do Metrô nas portas.
Uma reforma de 86 Metrocars (originalmente todos os 90 deveriam ser reformados), orçada em de £20  milhões, começou em junho de 2010, com o objetivo de estender a vida útil destes veículos até 2025, antes da entrega do novo material circulante. Cada Metrocar foi reduzido à sua estrutura e reconstruído novamente, com a adição de acesso melhorado para deficientes e novos sistemas de controle de portas, com interiores, assentos e iluminação renovados. Uma nova pintura preta, cinza e amarela também foi adotada. O trabalho de reforma foi concluído cinco meses antes do previsto, em agosto de 2015.
Marca e Libré
- 1980-Década de 1990
- Década de 1990-Década de 2010
- Década de 2010-atualmente

### Frota futura
Em 2016, a Nexus revelou planos para garantir um financiamento de £550 milhões para uma frota de substituição, com a meta de estar em serviço no início de 2020. Em Novembro de 2017, o Secretário do Tesouro Philip Hammond, anunciou que o Governo Britânico contribuiria com £337 milhões para o projeto. A nova frota proposta foi planejada para ter capacidade de dupla tensão, capaz de operar no sistema de eletrificação de 1,5kV CC existente do Metrô, bem como nos 25kV AC usados na rede ferroviária da rede, para permitir a expansão do serviço de metrô.
Em Setembro de 2018, as empresas Bombardier, CAF, Hitachi, Stadler Rail e uma joint venture Downer Rail/CRRC, foram selecionadas para negociar a construção da nova frota. A Stadler foi a vencedora da licitação, recebendo um contrato para construir e manter 42 veículos leves sobre trilhos (VLT's) de cinco vagões em janeiro de 2020, com entregas a começar no final de 2021, e todos os trens em serviço de passageiros até 2024. Os novos trens terão apresentação da próxima parada em displays de informações audiovisuais, assentos lineares estilo tubo para aumentar a capacidade, portas e corredores mais largos, ar-condicionado, Wi-Fi e pontos de carregamento. Após o anúncio do projeto Metro Flow,  de £103 milhões, em março de 2020, quatro unidades Stadler adicionais foram financiadas, elevando o número total de unidades encomendadas de 42 para 46.
Em Setembro de 2020, foi lançado o site Metro Futures permitindo ao público dar a sua opinião sobre vários elementos da nova frota do Metrô.
Em dezembro de 2021, a Nexus revelou que os veículos haviam entrado na fase final de montagem na Suíça, e que o fabricante estava em processo de montagem dos principais componentes internos do primeiro dos novos trens. As obras incluem a instalação de rodas, assentos, caixas de equipamentos, tubulações, fiação, pisos, janelas e demais móveis internos.
- Arte conceitual do novo material circulante do Tyne and Wear Metro, construído pela fabricante suíça Stadler.

### Veículos auxiliares
Além dos trens de passageiros, o Tyne and Wear Metro também opera três locomotivas elétricas a bateria (numeradas de BL1 a BL3), fabricadas pela Hunslet em 1988. A empresa também opera uma atacadeira Plasser & Theurer e 15 vagões, que são usados para trabalhos de manutenção e reparação.

## Propriedade
O Tyne and Wear Metro é de propriedade pública, recebendo financiamento originário de uma parcela da Council Tax (um imposto local sobre propriedades, semelhante ao IPTU brasileiro ou ao IMI português) e do Governo Britânico. A Nexus, que detém e gere o Metrô, contratou a operação e manutenção dos trens no âmbito de um acordo com o Governo, para garantir o investimento de modernização e subsídio de exploração do sistema entre 2010 e 2021. Ela continuou a definir tarifas, frequência de serviços e horários de operação. Os opositores sugeririam que se tratava de uma privatização pela porta dos fundos, embora alguns serviços já tivessem sido contratados, como limpeza de estações e inspeção de passagens.
Em novembro de 2008, a Nexus convidou potenciais licitantes a declarar interesse em um contrato para administrar o lado operacional do negócio em seu nome. O vencedor obteria um contrato de sete anos, a ter início em 1º de abril de 2010, mais dois anos adicionais dependendo do desempenho. Em Fevereiro de 2009, quatro propostas foram pré-selecionadas: DB Regio, MTR Corporation, Serco-Abellio, além de uma proposta interna da Nexus. Em outubro daquele ano, a lista restrita havia sido reduzida a lances da DB Regio e da Nexus.
Em Dezembro de 2009, a DB Regio, uma subsidiária da operadora de trens alemã Deutsche Bahn, foi nomeada como proponente preferencial, com o contrato de operação do sistema assinado em fevereiro de 2010, e a entrega do serviço ocorrendo em abril do mesmo ano. Como resultado, entre 2010 e 2017, o Tyne and Wear Metro foi operado sob contrato da DB Regio. Uma das primeiras iniciativas da empresa foi o programa Metro Dig It, e envolveu a repintura de estações e limpeza profunda de estações e trens.
Em fevereiro de 2010, o Governo Britânico confirmou que concederia à Nexus até £580 milhões para modernizar e operar o Tyne and Wear Metro, com até £350 milhões a serem gastos no programa Metro: All Change, ao longo dos onze anos seguintes. Outros £230 milhões apoiariam os custos de operação e manutenção nos próximos nove anos.
Em Março de 2016, a Nexus anunciou que não pretendia renovar o contrato com a operadora alemã após o término do contrato no ano seguinte, declarando-se insatisfeita com o não cumprimento das metas de desempenho.
Dessa forma, em abril de 2017, a Nexus assumiu a operação direta do sistema por um período planejado de dois anos, com a intenção de realizar uma nova contratação ao fim desse período. O Sindicato Nacional dos Trabalhadores Ferroviários, Marítimos e de Transportes do Reino Unido (RMT), no entanto, argumentou que a operação direta deveria ser permanente e a operação do sistema deveria permanecer em propriedade pública. Em março de 2021, a rede Tyne and Wear Metro ainda era uma propriedade pública, com serviços operados pela Nexus.

## Infraestrutura

### Estações
As 60 estações da rede Tyne and Wear Metro variam muito em características. Algumas são antigas estações ferroviárias britânicas, enquanto outras foram construídas especificamente para o metrô. A maioria está acima do solo, mas várias no centro de Newcastle e em Gateshead são subterrâneas, como Central Station, Jesmond, Haymarket, Monument, Manors, St James e Gateshead. Em Sunderland, as estações Park Lane Interchange e Sunderland também possuem plataformas subterrâneas. Quatro das estações da rede (Central Station, Heworth, Manors e Sunderland) permitem a integração com os serviços da National Rail. Sunderland é única por ser apenas uma das duas estações no Reino Unido, juntamente a Rotherham Central, onde os serviços ferroviários leves e pesados usam as mesmas plataformas. Desde 2018, ela atende tanto a Northern Rail quanto a TransPennine Express, e a rede Sheffield Supertram.
A maioria das estações não possui funcionários rotineiramente. No entanto, as mais movimentadas no centro de Newcastle e Sunderland (Haymarket, Monument, Central Station, Sunderland e Park Lane) têm funcionários até tarde da noite, enquanto St James, St Peter's e Stadium of Light possuem funcionários nos dias de jogos. Todas as estações estão equipadas com máquinas de bilhetes, abrigos e assentos, displays de informações sobre o próximo trem e pontos de ajuda de emergência. As máquinas de bilhetes podem aceitar pagamentos com cartão de crédito e débito (incluindo pagamento sem contato), notas e moedas. Barreiras automatizadas de passagens (em 13 estações) e validadores de smart card em todas as estações também foram instaladas durante a primeira fase do programa Metro: All Change.
Apesar da maioria das estações serem abertas ao acesso, o Tyne and Wear Metro tem o terceiro maior nível de receita de passageiros por ano (£45,2 milhões em 2013/14) das oito redes de trens leves na Inglaterra. Verificações regulares são feitas por patrulhas de inspetores, tanto nas estações quanto a bordo dos trens. Os passageiros apanhados a viajar no Metrô sem bilhete estão sujeitos a uma multa de £20.
Estações
- Haymarket, a primeira estação de metrô subterrânea a ser reformada, com o novo esquema de cores corporativo.
- St. Peter's, construída no início dos anos 2000, seguindo a extensão do Metrô para Wearside.
- Wansbeck Road, inaugurada em maio de 1981, após a extensão do Metrô para Bank Foot.
- Whitley Bay, uma das antigas estações ferroviárias britânicas da rede, localizada no North Tyneside Loop.

### Bicicletas
A maioria das estações da rede possui bicicletários, com armários de bicicletas inteligentes localizados em 21 estações em toda a rede (em março de 2020). Após um período de teste em 2016, bicicletas não dobráveis estão autorizadas a viajar no metrô entre 10h e 15h e depois das 19h durante a semana, e durante todo o dia nos fins de semana, entre Callerton Parkway e Jesmond, entre Manors e Jesmond (via Whitley Bay), e entre Gateshead Stadium e South Shields ou South Hylton. Bicicletas não dobráveis não estão autorizadas a viajar entre Callerton Parkway e Newcastle Airport, ou entre Jesmond e Gateshead Stadium a qualquer momento. As bicicletas dobráveis podem circular, sem restrições, em toda a rede do Tyne and Wear Metro.

### Túneis

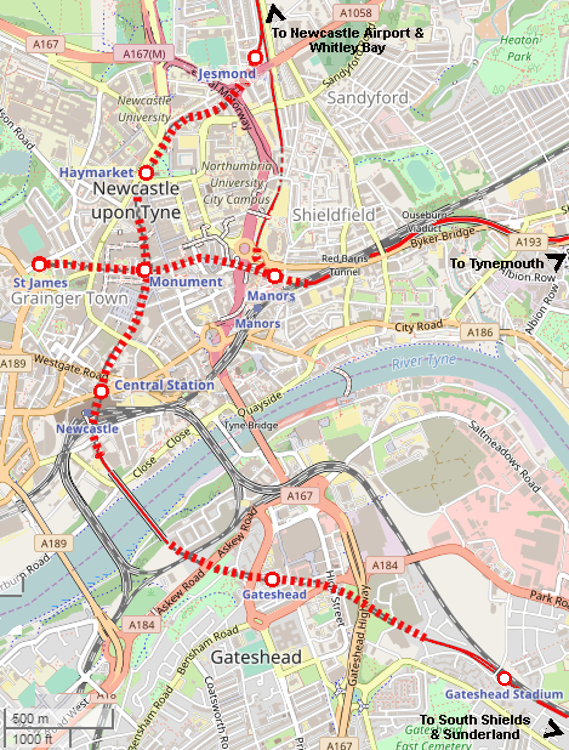
Um mapa da rede em Newcastle e Gateshead. As rotas do metrô são mostradas em vermelho, com linhas vermelhas pontilhadas exibindo as seções de túnel

Sob Newcastle, duas rotas correm no subsolo em ângulos retos entre si e se cruzam na Estação Monument, que tem quatro plataformas em dois níveis. A primeira rota, compartilhada tanto pela Linha Verde (de South Hylton a Newcastle Airport) quanto pela Linha Amarela (de South Shields a St. James), vai de norte a sul. Ela segue para o subsolo em Jesmond, e segue para o sul através de Haymarket, Monument e Central Station, antes de subir acima do solo para cruzar a Ponte Rainha Elizabeth II sobre o rio Tyne. Ele então entra em outro túnel, correndo por baixo de Gateshead, antes de subir novamente antes da estação no Gateshead Stadium.
A segunda rota subterrânea parte da Linha Amarela (de South Shields a St. James), vai de leste a oeste, seguindo para o subsolo depois de seguir para leste ao longo da East Coast Main Line, antes de servir Manors e Monument, terminando em St James. Os trens da Linha Amarela passam por Monument duas vezes, uma vez no sentido leste pelas plataformas leste-oeste, e depoisde percorrer o North Tyneside Loop, no sentido sul, pelas plataformas norte-sul antes de seguir para South Shields.
O Tyne and Wear Metro é um dos poucos sistemas de trânsito rápido do mundo com uma configuração de pretzel, na qual uma linha se cruza e os trens passam pela mesma estação duas vezes em plataformas diferentes. Este arranjo também existe em Voorweg, na Randstadrail (rede que serve a região metropolitana de Rotterdam-Haia, Holanda), e em Serdika, no metrô de Sófia, Bulgária.
Uma pequena linha de ramal, correndo parcialmente em um túnel, vai de Manors a Jesmond. A linha é utilizada apenas para movimentação de carga e não possui serviço de passageiros. Antes da criação dos túneis do Metrô, fazia parte da rota ferroviária principal para Newcastle e era conectada à linha principal em Manors.
Os túneis foram construídos no final da década de 1970, usando técnicas de mineração, e foram construídos como tubos de via única com um diâmetro de 4,75 metres (15,6 ft). Os túneis sob Newcastle foram perfurados mecanicamente através de pedregulhos e revestidos com ferro fundido ou segmentos de concreto. O túnel sob Gateshead foi perfurado através de arenito e veios de carvão escavados. Antigas minas de carvão, algumas das quais datavam da Idade Média, tiveram que ser preenchidas antes do início da escavação.

### Passagens de nível
Existem seis passagens de nível na rede do Tyne and Wear Metro, cinco das quais são operadas pela Nexus e não possuem barreiras, pois a frequência dos serviços do Metrô os tornaria impraticáveis. A sexta travessia está situada perto de East Boldon, na via compartilhada com a Network Rail, e tem barreiras devido aos trens de carga e aos serviços da National Rail que a utilizam.

### Distâncias
As distâncias no sistema são medidas a partir de um ponto de referência em South Gosforth. O sistema é métrico, com distâncias em quilômetros e arredondadas ao metro mais próximo. As linhas são designadas In e Out. A linha In vai de St James a South Shields através do interior do North Tyneside Loop (via Wallsend e, depois, Whitley Bay), com a linha Out correndo na direção oposta. Por extensão, a linha In vai de Newcastle Airport a South Gosforth e de Pelaw para South Hylton .
Placas de distância são montadas em todas as estruturas de linhas aéreas. Normalmente são cotadas diferentes distâncias para as estações, dependendo se a direção da viagem é In ou Out. As distâncias aumentam a partir do datum em todas as direções. A parte da linha entre Pelaw e South Hylton, de propriedade da Network Rail, é duplamente marcada em ambas as unidades métricas, bem como milhas e correntes (unidade de comprimento utilizada para medir terrenos). A fronteira entre os dois sistemas está localizada na Junção de Pelaw. As estações adjacentes mais próximas por distância na rede são St Peter's e Sunderland, sendo as mais distantes Pelaw e Fellgate.

### Eletrificação
O Tyne and Wear Metro é eletrificado com linhas aéreas em 1.500V CC e agora é a única rede ferroviária no Reino Unido a usar esse sistema. A Nexus afirmou que sua ambição de longo prazo é converter a eletrificação da linha entre Pelaw e Sunderland, que é compartilhada com ferrovia pesada, para o padrão Network Rail de 25kV AC . No entanto, ao fazer isso, seria necessária uma nova frota de trens de dupla tensão.

## Passageiros
Durante o ano financeiro de 1985-86, o Tyne and Wear Metro transportou um total de 59,1 milhões de passageiros – o número mais alto já alcançado. Em 1987-88, este caiu para 44,9 milhões. O declínio foi atribuído à perda de integração com os serviços de ônibus, após a desregulamentação em 1986, bem como o declínio geral do uso de transporte público na área. O uso do Metrô continuou a declinar durante a década de 1990, atingindo seu nível mais baixo durante 2000–01. Desde a virada do século, o uso de passageiros aumentou e se estabilizou, flutuando em uma faixa de 35 a 40  milhões anuais. Antes de 2016-17, o Tyne and Wear Metro foi consistentemente classificado como o segundo serviço de bondes e trens leves mais usado no Reino Unido, atrás apenas da Docklands Light Railway, de Londres. Atualmente, é classificado como a terceira rede de mais usada do país, depois de Docklands Light e do Manchester Metrolink.

## Marca e Identidade
O Tyne and Wear Metro tem um design e identidade corporativa distintos, inicialmente desenvolvidos para se distinguir do sistema ferroviário antigo a quem substituiu na década de 1980, bem como para combinar com a pintura dos ônibus operados pela Tyne and Wear Passenger Transport Executive, antes da desregulamentação de 1986. A fonte tipográfica Calvert foi projetada especificamente para o Metrô por Margaret Calvert, e é usado extensivamente em todo o sistema, inclusive no "M" preto em um cubo de fundo amarelo do logotipo. O logotipo é usado para denotar o metrô e é apresentado nas entradas e nas sinalizações das estações, bem como a bordo dos trens.
Depois que a identidade de marca do Tyne and Wear Metro se tornou inconsistente e confusa no final dos anos 1990 e início dos 2000, a Nexus contratou uma agência de design local, a Gardiner Richardson, para ajudar a empresa a reviver a marca. Em 2009, como parte do programa Metro: All Change, o rebranding começou a ocorrer. Este redesign viu uma ênfase colocada na tipografia Calvert em rotulagem, sinalização e mapas. Também viu a introdução de um esquema de cores simplificado de preto, branco, cinza e amarelo, para ser usado em estações reformadas, sinalização e trens. Naquele mesmo ano, a Estação Haymarket foi a primeira estação a ser reformada usando a nova marca corporativa e o novo esquema de cores.
Marca e Sinalização
- O sinal em cubo do Tyne and Wear Metro – uma visão comum em estações em toda a rede.
- Uma das plataforma da Estação Haymarket, com a marca no novo esquema de cores corporativo.
- Sinalização na Estação Haymarket, também com a marca no novo esquema de cores.
- Plataforma na Estação Jesmond, marcada no esquema de cores corporativo original.
- Sinalização na estação em Estação Jesmond, marcada no esquema de cores corporativo original.

## Arte
Existem mais de 30 peças de arte permanente em toda a rede de transporte em Tyne and Wear. Várias estações de metrô apresentam obras encomendadas de vários artistas, incluindo:
- Estação Haymarket: Canon (2010), de Lothar Goetz[101]
- Estação Jarrow: Jarrow March (1984), de Vince Rea[102]
- Estação Monkseaton: Beach and Shipyards (1983), de Mike Davies[103]
- Estação Monument: Parson's Polygon (1985), de David Hamilton[104]
- Ponte Rainha Elizabeth II: Nocturne (2007), de Nayan Kulkarni[105]
- Estação Sunderland: Platform 5 (2011), do Jason Bruges Studio[106][107]
- Estação Wallsend: Pontis (2003), de Michael Pinsky[108]

Art
- Canon (2010) - Estação Haymarket
- Parson's Polygon (1985) - Estação Monument
- Pontis (2003) - Estação Wallsend

## Atualizações e desenvolvimentos futuros propostos

### Extensão para Washington IAMP
Tem havido uma série de propostas que analisam a possibilidade de reabrir a antiga Leamside Line para Washington, incluindo um relatório de 2009 da Association of Train Operating Companies (ATOC) e uma proposta de 2016 da North East Combined Authority (NECA), bem como o abandonado programa Orpheus, do início dos anos 2000. Mais recentemente, estão sendo apresentadas propostas para conectar a rede atual em Pelaw e South Hylton, com o International Advanced Manufacturing Park (IAMP), em Washington, utilizando parte da antiga Leamside Line.